# Iselin Solheim

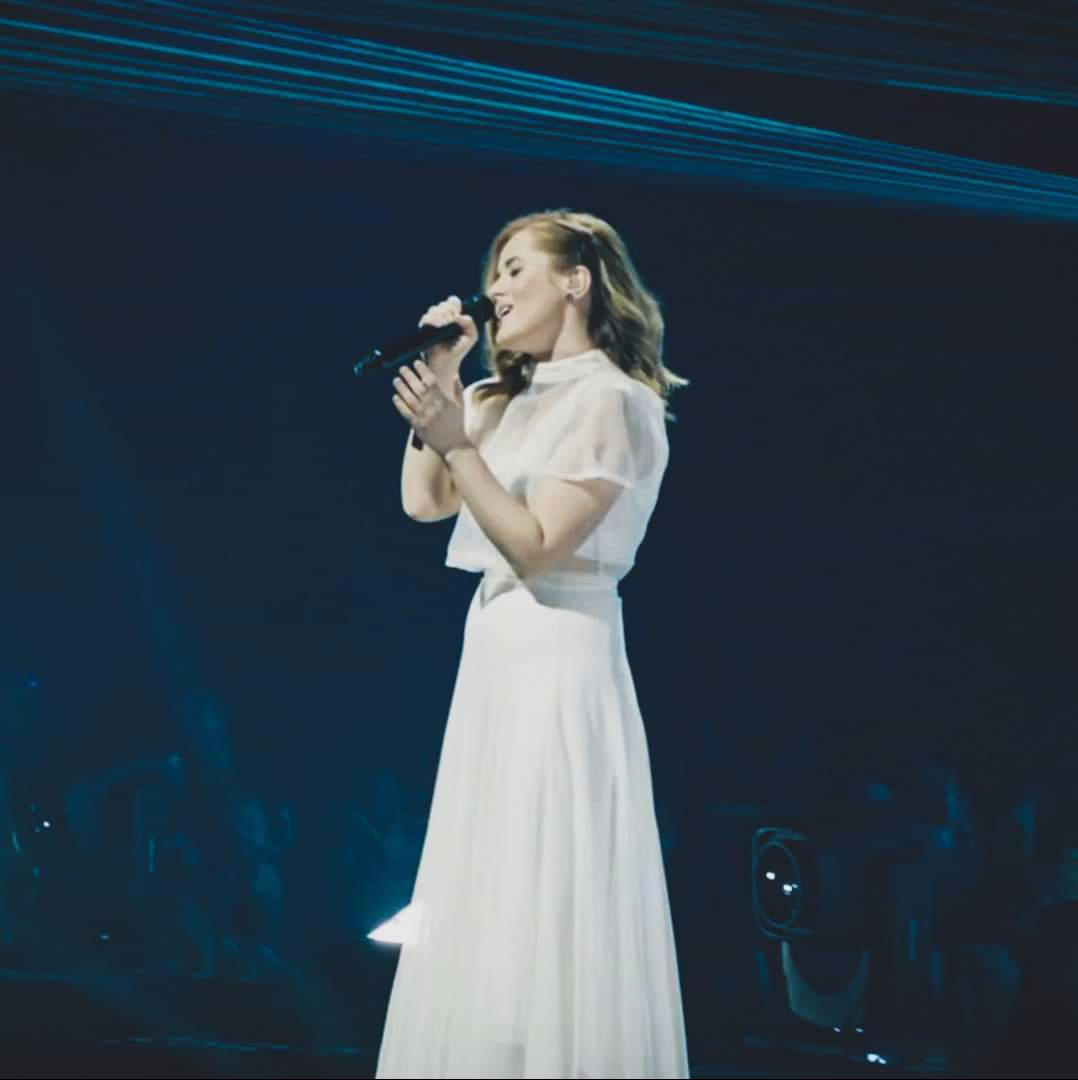
Iselin Solheim (2019)

Iselin Løken Solheim (* 20. Juni 1990 in Naustdal) ist eine norwegische Sängerin und Songwriterin. Bekanntheit erlangte sie durch Faded von Alan Walker, bei dem sie den Gesang beisteuerte.

## Leben
Solheim, die in Naustdal in der Provinz Sogn on Fjordane aufwuchs, wurde 2010/11 am Liverpool Institute for Performing Arts aufgenommen, wo sie Popularize Music & Sound Technology studierte. Nach ihrer Rückkehr nach Norwegen wurde sie von Bisi Music unter Vertrag genommen.
Ab 2012 begann sie mehrere Singles herauszugeben und gehörte zu den meistgespielten Sängerinnen in Norwegen. Anschließend machte sie eine Pause von der Musik. Im Jahr 2015 kehrte sie mit der Single Giants wieder zurück.
Ihr Gesang war in den 2015 und 2016 erschienenen Liedern Faded und Sing Me to Sleep von Alan Walker zu hören. Bei letzterem war sie zudem als Songwriterin beteiligt. Im Jahr 2018 begann sie ihre eigene Musik unter ihrem Vornamen Iselin zu veröffentlichen. Sie erklärte, weiterhin den Gesang für andere Musiker beisteuern zu wollen, aber nun darauf zu achten, dass sie als Künstlerin angeführt wird.

## Diskografie

### Als Solo-Künstlerin
- 2012: What’s Happening
- 2013: The Wizard of Us
- 2013: Oracle
- 2015: Giants
- 2015: Listen
- 2018: Bathtub (als Iselin)
- 2018: Lost (als Iselin)
- 2019: Anyone Out There (als Iselin)

### Als Gastmusikerin
- 2013: Usynlig (mit Cir.Cuz)
- 2015: Faded (mit Alan Walker)
- 2016: Sing Me to Sleep (mit Alan Walker)
- 2017: Giants (mit Lotus & Motis)
- 2017: Do You Care (als Iselin; mit Ryan Riback)
- 2018: Walking By (als Iselin; mit Felix Cartal)
- 2018: Listen (als Iselin; mit SeeB)
- 2018: Just for a Moment (als Iselin; mit Gryffin)
- 2018: On Me (als Iselin; mit Samuraii)
- 2019: Better with You (als Iselin; mit 3LAU and Justin Caruso)

### Weitere Veröffentlichungen
- 2010: Coloured Sky (auf SoundCloud)
- 2012: Crazy Town (feat. Jesper Borgen; auf YouTube)

### Musikvideos
- 2013: The Wizard of Us
- 2015: Faded (Restrung) (Regisseur: Rikkard und Tobias Häggbom)
- 2015: Giants

## Filmografie
- 2017: Formula 1: Ten Sport (TV-Serie)